# Чјорнаја (притока Псковског језера)
Чјорнаја (рус. Чёрная) река је на западу европског дела Руске Федерације. Протиче преко северних делова Псковске области, односно преко територија Стругокрасњенског, Гдовског и Псковског рејона. најзначајнија је притокПсковског језера и припада басену реке Нарве, односно Финског залива Балтичког мора.
Река Чјорнаја извире у западним деловима Лушког побрђа, на северозападу Стругокрасњенског рејона. Целом дужином тока тече у смеру запада. Укупна дужина водотока је 57 километра, док је површина сливног подручја око 530 км². Пловна је за мања пловина на последњих 20 километара тока.